# Garça-branca-pequena

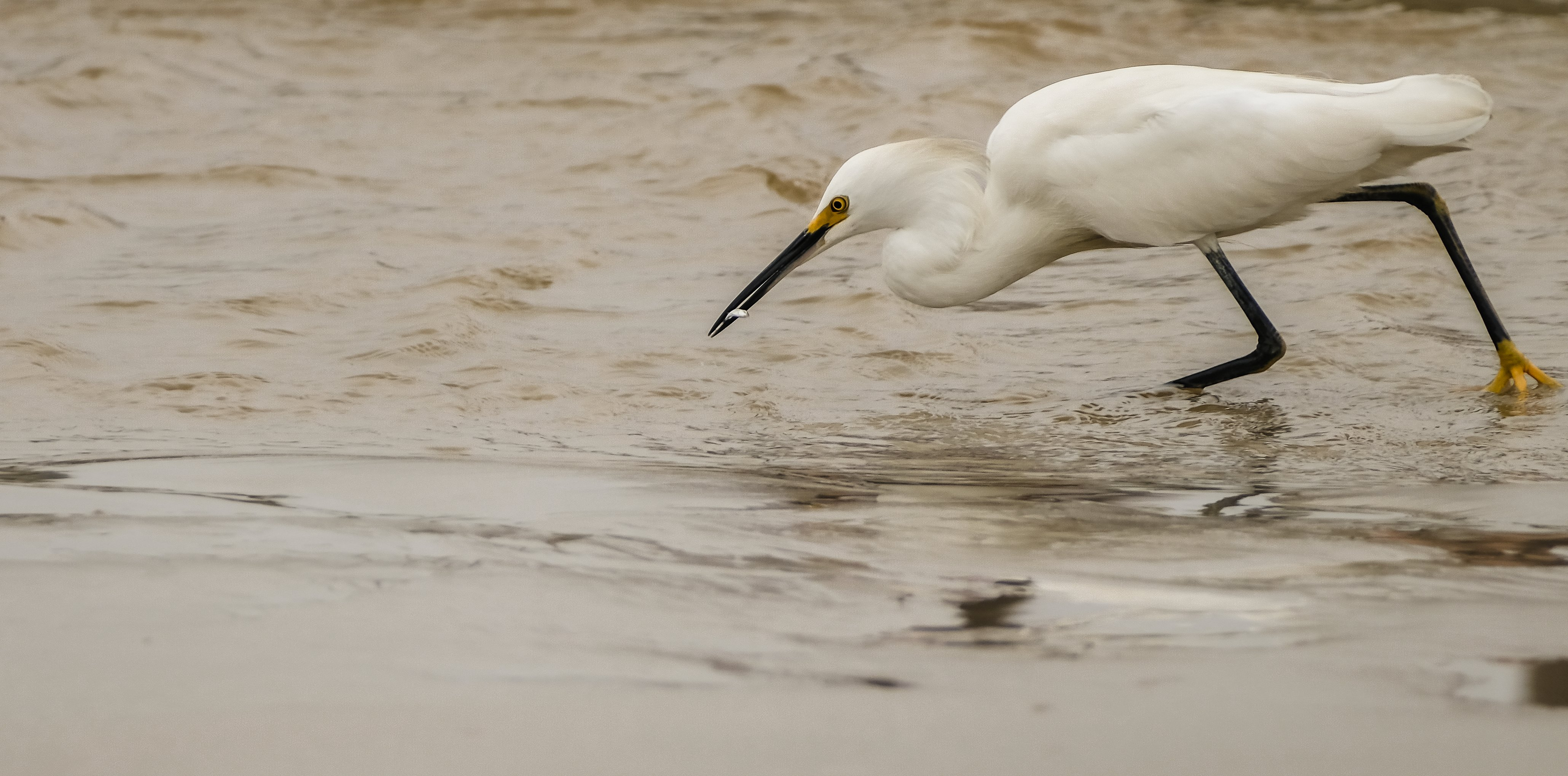
Se alimentando de um peixe em Bertioga (SP), Brasil

A garça-branca-pequena (nome científico: Egretta thula) também conhecido por garça-pequena, garceta ou garça-branca-americana, é uma garça que ocorre na América temperada e tropical, com ampla distribuição no Brasil. A espécie chega medir até 54 cm de comprimento, possuindo plumagem branca com grandes egretes no período reprodutivo, bico e pernas negros e patas amarelas.
O nome do gênero vem do francês provençal para a garça-pequena-europeia, aigrette, que é um diminutivo de aigron, 'garça'. O nome da espécie thula é o termo Araucano para o cisne de pescoço preto, aplicado a esta espécie por engano pelo naturalista chileno Juan Ignacio Molina em 1782.
Houve uma época em que as plumas da garça-branca eram muito procuradas como enfeites para chapéus femininos. Eles foram caçados por essas plumas e isso reduziu a população da espécie a níveis perigosamente baixos. Agora protegida por lei nos Estados Unidos, sob a Lei do Tratado de Aves Migratórias, a população dessa ave se recuperou.

## Descrição
As garças-brancas-pequenas adultas são inteiramente brancas, exceto os loros amarelos entre o bico longo e preto e o olho, as pernas pretas e os pés amarelos brilhantes. A nuca e o pescoço apresentam longas plumas desgrenhadas conhecidas como egretes. Garças-brancas-pequenas imaturas têm pernas mais opacas e esverdeadas.
Medidas : 
- Comprimento : 56-66 centímetros
- Peso : 370 gramas
- Envergadura : 1 metro

## Distribuição e habitat
A garça-branca-pequena é nativa das Américas do Sul, Central e do Norte. Está presente o ano todo na América do Sul, indo até o sul do Chile e Argentina. Também ocorre ao longo do ano nas Índias Ocidentais, Flórida e regiões costeiras da América do Norte e Central. Na parte sul dos Estados Unidos é migratória, reproduzindo-se na Califórnia, Nevada, Utah, Colorado, Arizona, Novo México, Texas, Louisiana e Mississippi. É encontrada em pântanos de muitos tipos; pântanos, margens de rios, lagos, piscinas, sapais e estuários. Não é encontrada em grandes altitudes nem geralmente na costa. A garça-branca-pequena já ocorreu como vagante na Europa, na Islândia, Escócia e Açores.

## Subespécies
São reconhecidas duas subespécies:
- Egretta thula thula (Molina, 1782) - desde os Estados Unidos até o centro da Argentina e nas Índias Ocidentais.
- Egretta thula brewsteri (Thayer & Bangs, 1909) - oeste dos Estados Unidos até Baja Califórnia e costa noroeste do México.

As subespécies diferem entre si pelo tamanho, sendo que Egretta thula thula é, em média, menor do que Egretta thula brewsteri e tem o tarso mais curto.

## Dieta
Essa ave come peixes, crustáceos, insetos, pequenos répteis, caracóis, sapos, vermes e lagostins. Ela persegue a presa em águas rasas, geralmente correndo ou arrastando os pés, lançando a presa à vista balançando a cabeça, batendo as asas ou vibrando seus bicos. Ela também pode pairar ou "mergulhar" voando com os pés logo acima da superfície da água. A garça-branca-pequena também pode ficar parada e esperar para emboscar a presa ou caçar insetos incitados por animais domésticos em campos abertos. Ela às vezes se alimenta em grupos mistos de espécies.

## Reprodução
A garça-branca-pequena se reproduz em colônias mistas, que podem incluir garças-grandes, socós, garças tricolores, garças-azuis, íbis pretos e colhereiros. O macho estabelece um território e começa a construir o ninho em uma árvore, cipó ou vegetação rasteira. Ele então atrai uma companheira com uma elaborada exibição de corte que inclui mergulhar para cima e para baixo, levantar contas, exibições aéreas, mergulhar, dar cambalhotas e chamar. A vizinhança imediata do ninho é protegida de outras aves e a fêmea termina a construção do ninho com materiais trazidos pelo macho. É construído com galhos, juncos, junças, gramíneas, musgo espanhol e materiais semelhantes e pode ter 38 centímetros de diâmetro. Colocam-se até seis ovos verde-azulados claros, que eclodem após cerca de 24 dias. Os jovens são altriciais e cobertos de penugem branca quando eclodem. Eles deixam o ninho após cerca de 22 dias.

## Achados fósseis
Fósseis da garça-branca-pequena foram relatados nas infiltrações de alcatrão de Talara, no Peru, em Bradenton, no condado de Manatee, e em Haile XIB, no condado de Alachua, na Flórida, Estados Unidos. Os depósitos datavam do Pleistoceno Superior.

## Status
No início do século XX, a garça-branca foi amplamente caçada por causa de suas longas plumas reprodutoras que algumas mulheres usavam em seus chapéus. Esse comércio foi encerrado em 1910 na América do Norte, mas continuou por algum tempo na América do Sul e Central. Desde então, as populações se recuperaram. A ave tem um alcance muito amplo e a população total é grande. Nenhuma ameaça particular foi reconhecida e a tendência populacional parece ser de aumento, então a União Internacional para a Conservação da Natureza avaliou seu estado de conservação como sendo de "menor preocupação".

## Galeria

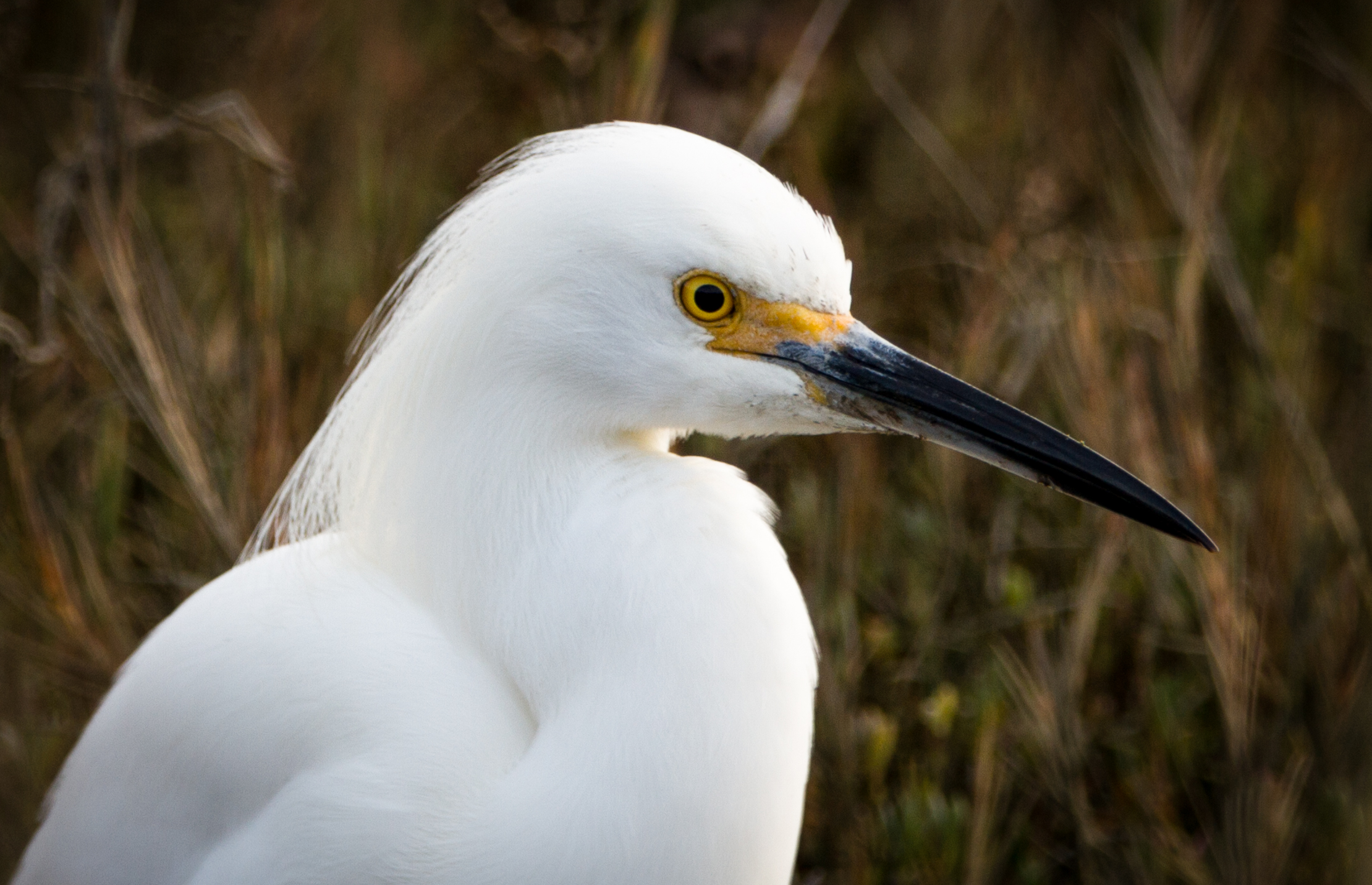
Imagem da cabeça
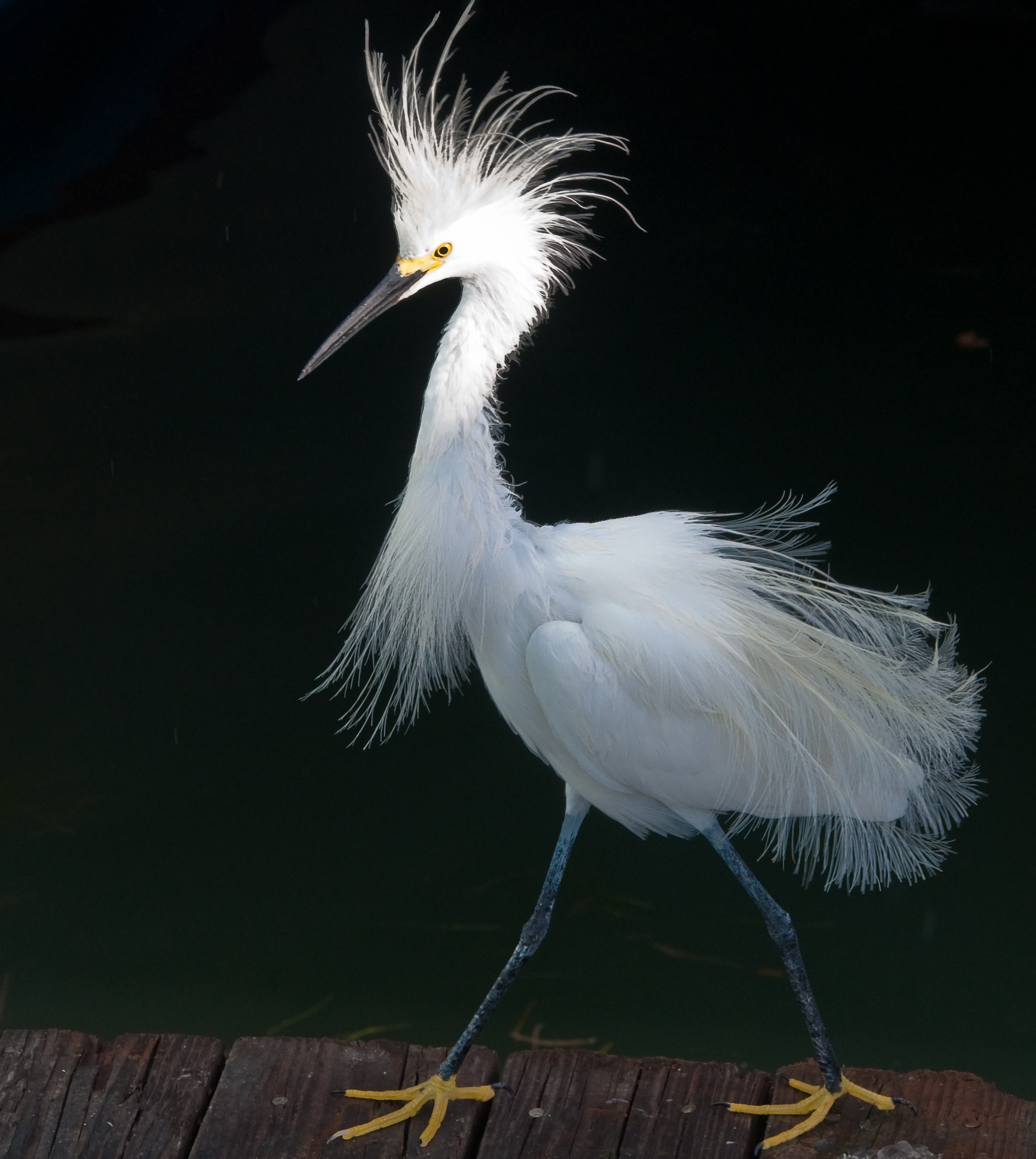
Plumagem da garça-branca-pequena sendo exibida
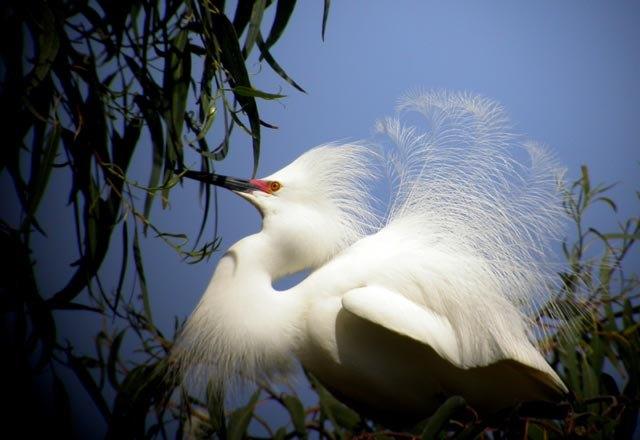
Plumagem de reprodução completa
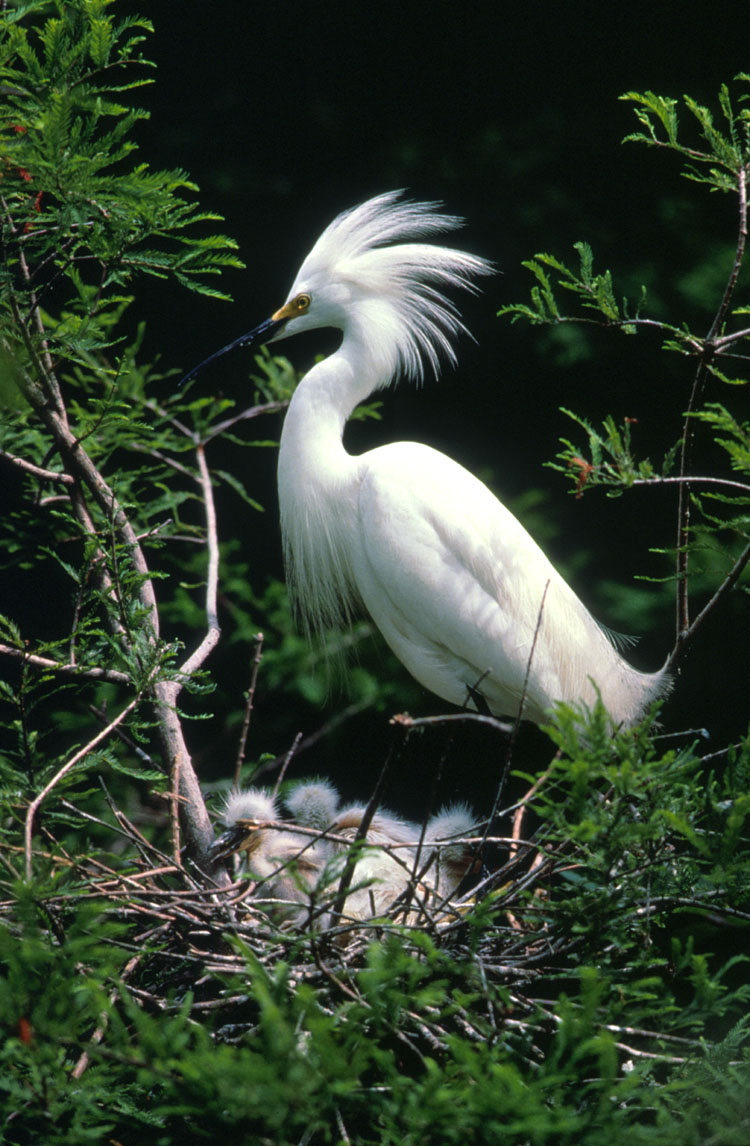
Com filhotes
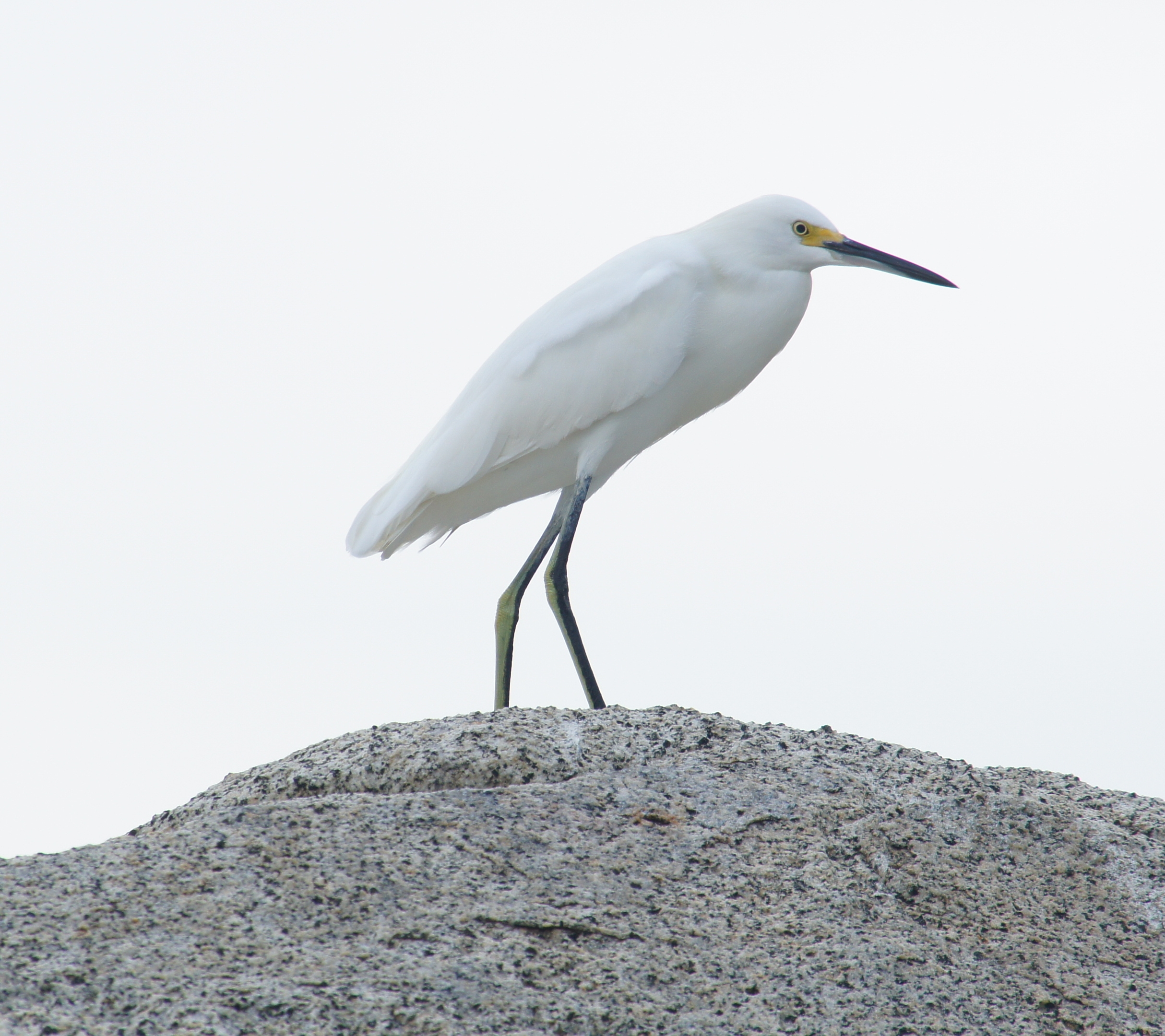
Parque Nacional Tayrona, Colômbia
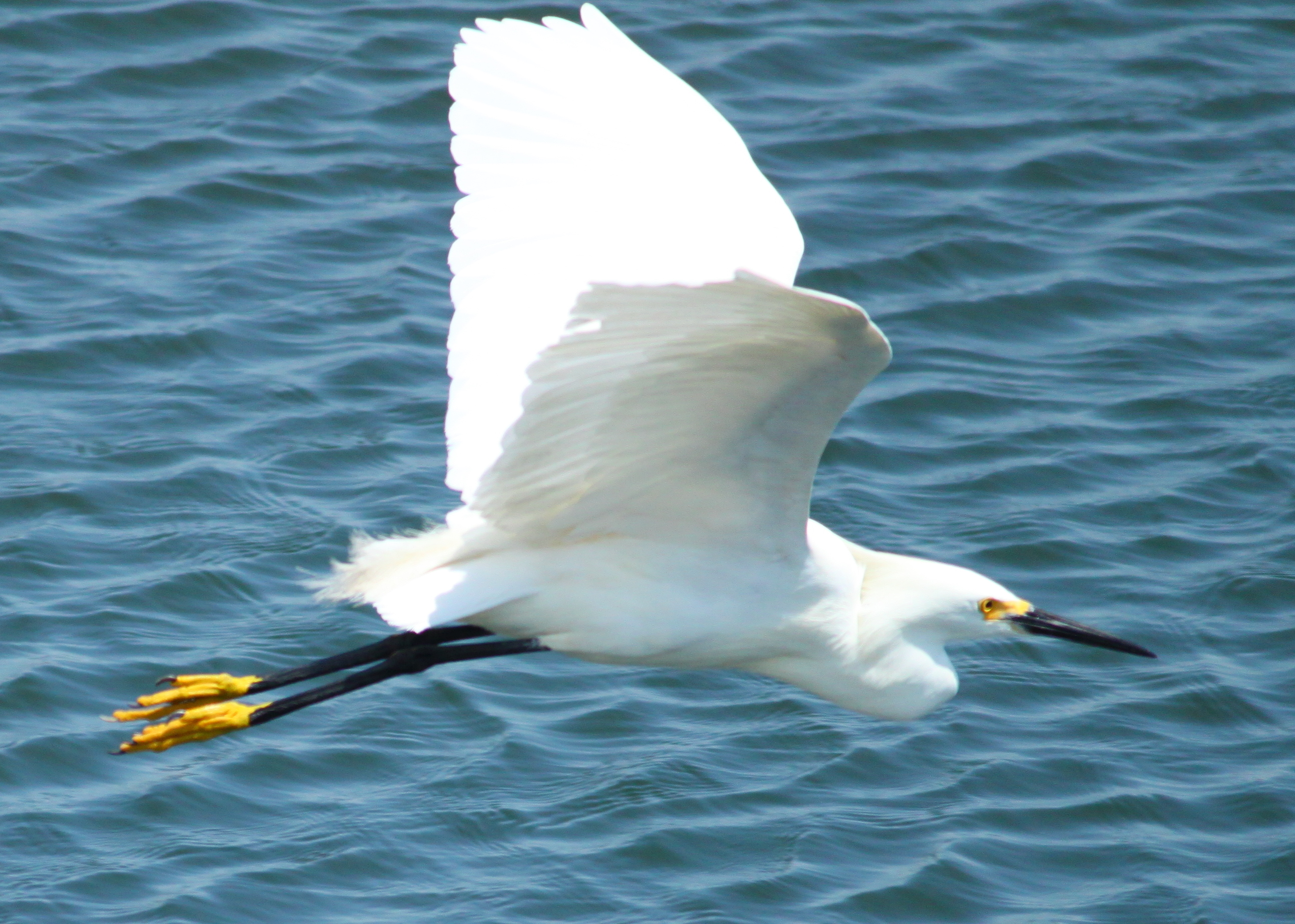
Em voo
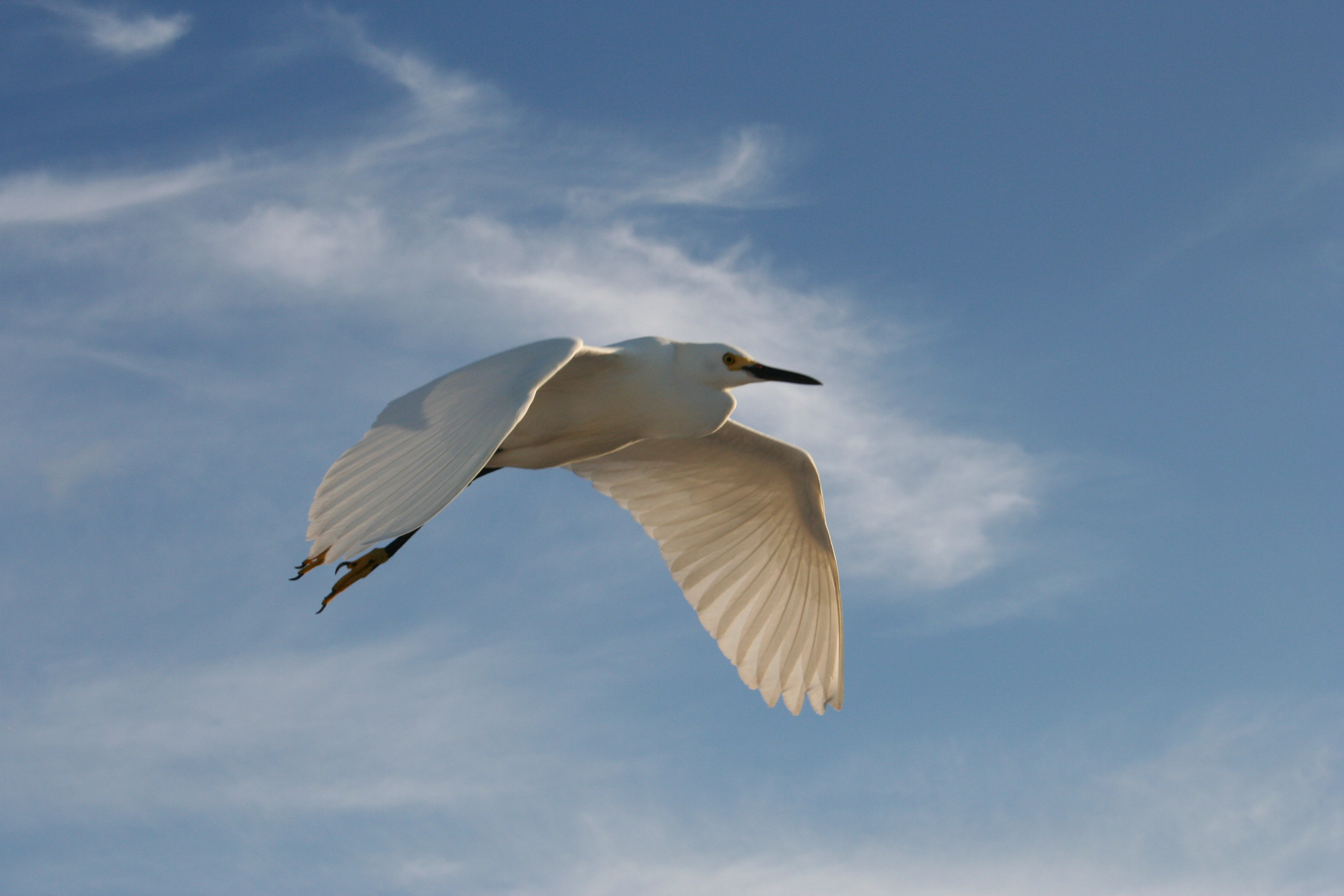
Em voo
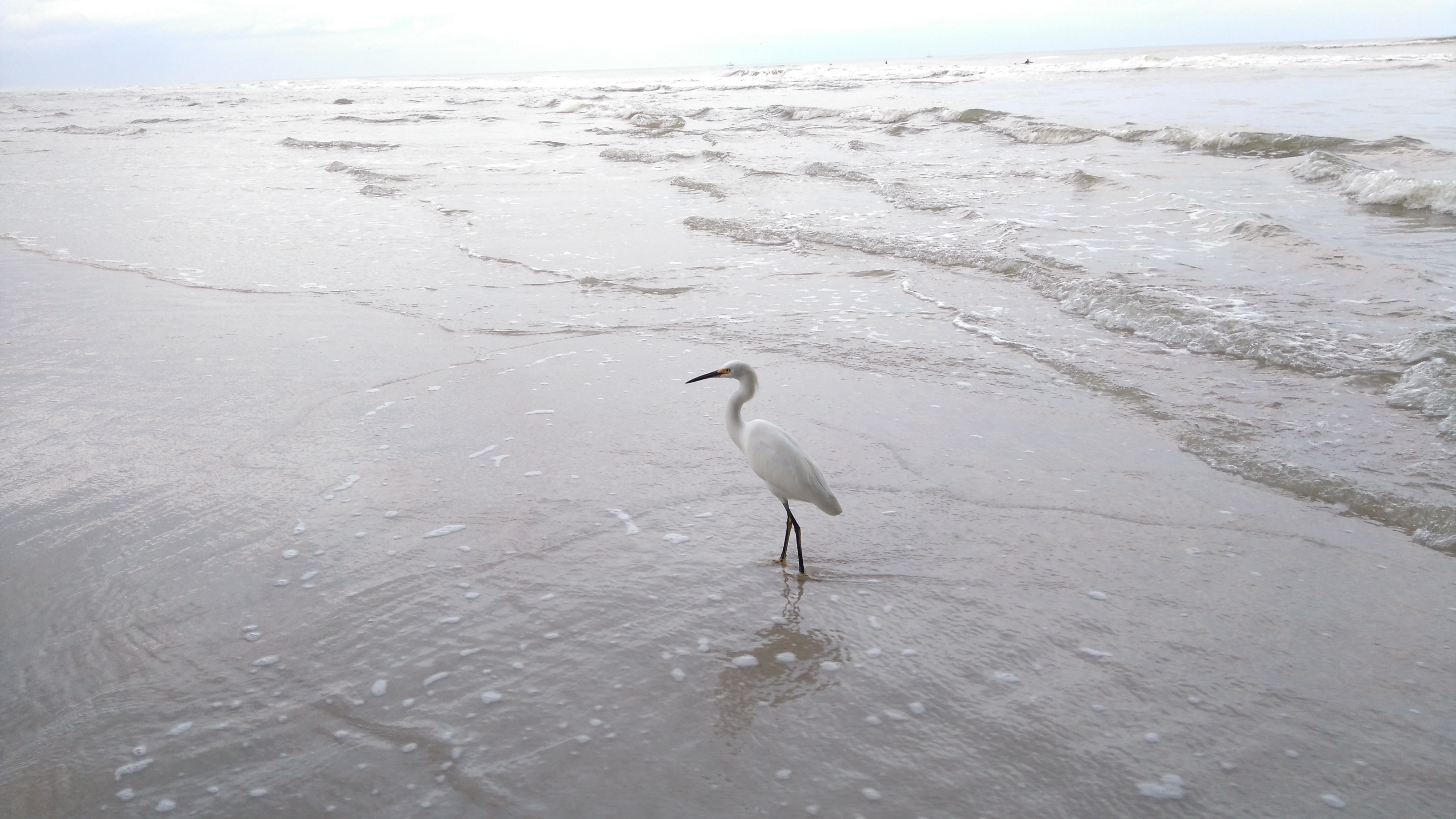
Na caça, Daytona Beach, Flórida, Estados Unidos
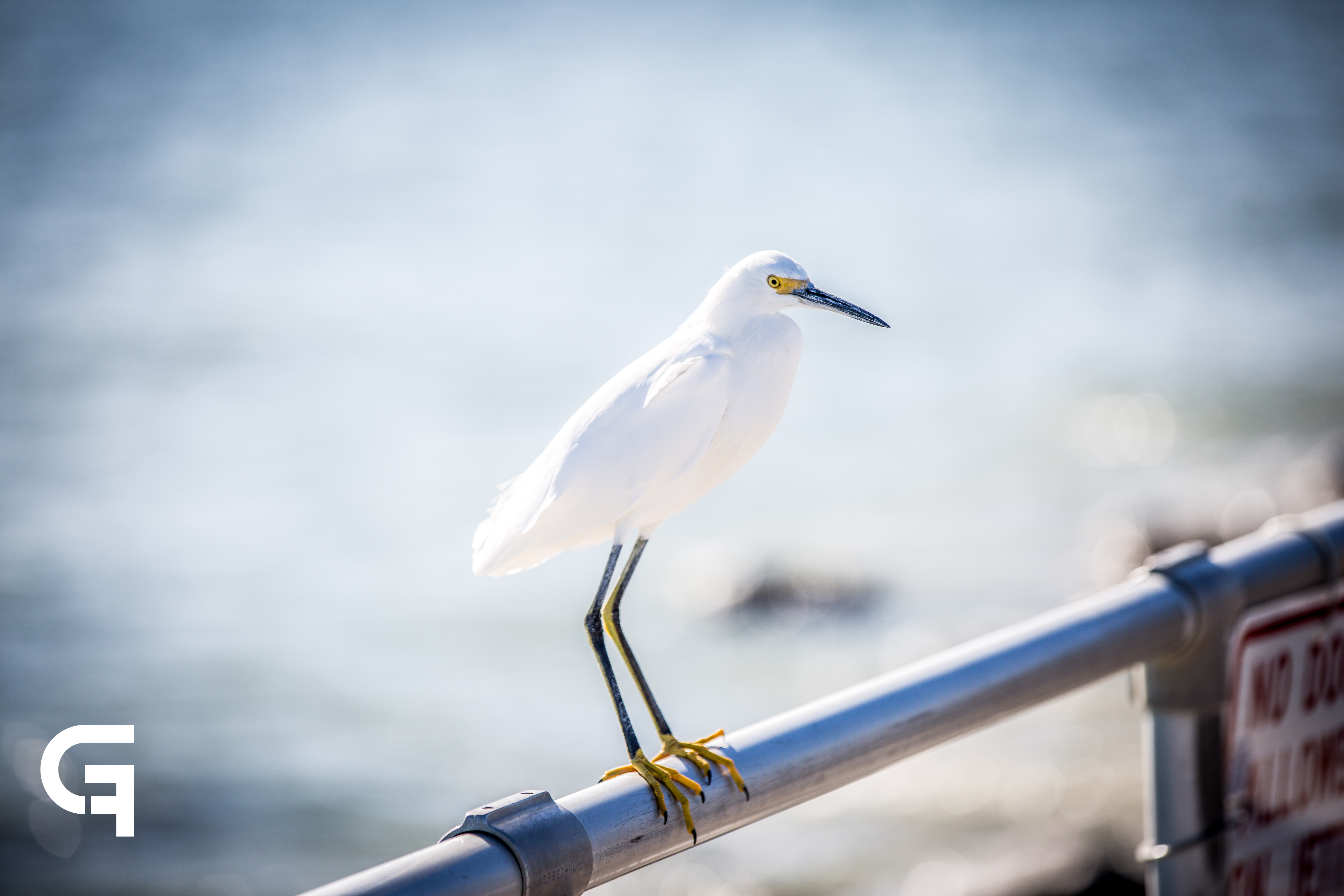
Ponce Inlet Beach, Flórida, Estados Unidos.
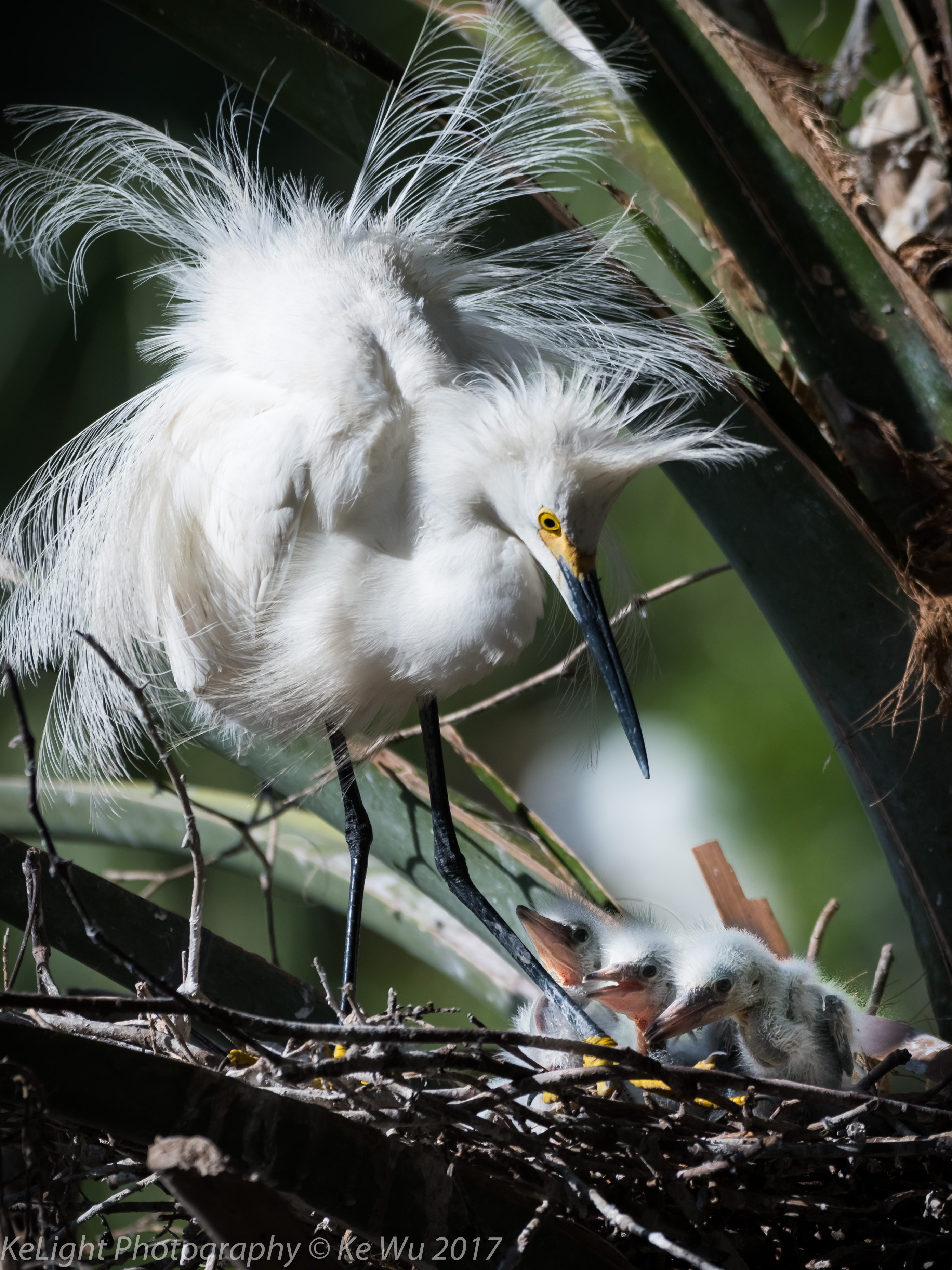
Uma garça-branca e seus filhotes em St. Augustine, Flórida, Estados Unidos.
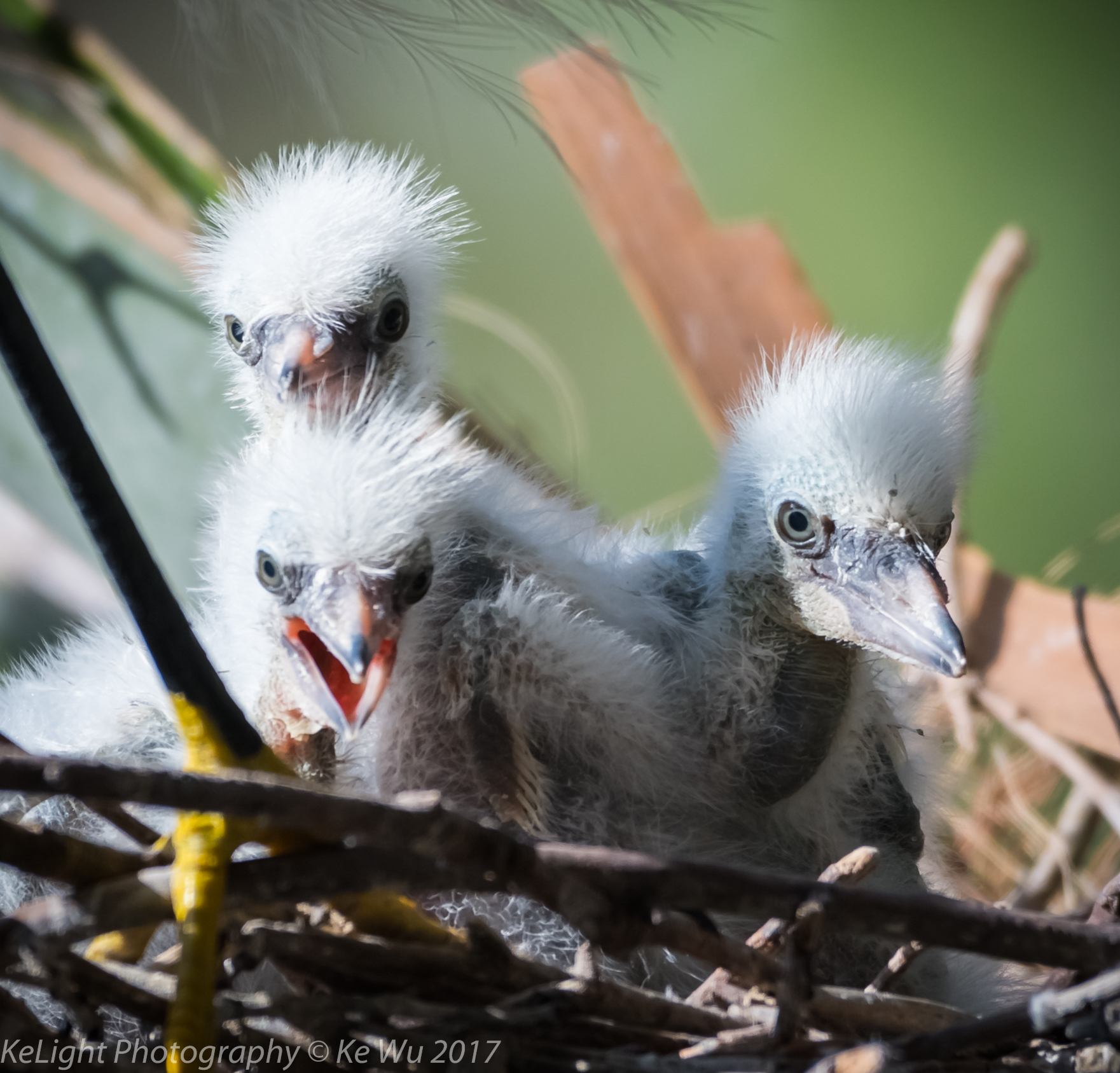
Filhotes de garça-branca em St. Augustine, FL